# Handball-Europameisterschaft der Männer 2030
Die 19. Handball-Europameisterschaft der Männer soll vom 10. bis 27. Januar 2030 in Tschechien, Polen und Dänemark ausgetragen werden. Veranstalter ist die Europäische Handballföderation (EHF).

## Ausrichter
Die Ausrichtung des Turniers wurde von der Europäischen Handballföderation (EHF) im August 2023 ausgeschrieben, Bewerbungen als Gastgeber sollten bis zum 1. Juni 2024 eingereicht werden. Die EHF führte zwischen Juli und September 2024 einen Bewertungsprozess durch. Bis Anfang November 2023 meldeten die Verbände aus Österreich, Kroatien, Tschechien, Dänemark, Estland, Frankreich, Deutschland, Polen und der Schweiz ihr grundsätzliches Interesse an der Austragung an. Im Juni 2024 gab die EHF bekannt, dass ihr ein Angebot zur gemeinsamen Austragung der Europameisterschaft von den Verbänden Tschechiens, Polens und Dänemarks sowie ein Angebot des kroatischen Verbands vorliegen. Im September 2024 sollte die Entscheidung über die Vergabe getroffen werden. Im Dezember 2024 gab die EHF bekannt, dass die Europameisterschaft in Tschechien, Polen und Dänemark stattfinden wird.

## Austragungsorte
Als Austragungsorte gab die EHF im Dezember 2024 die Jyske Bank Boxen in Herning, die Spodek in Katowice und die O2 Arena in Prag bekannt.
Die Vorrunde soll in Herning, Katowice und Prag ausgetragen werden, die Hauptrunde in Katowice und Prag und die Finalspiele in Prag.

## Teilnehmer

### Verbände
Seit der Europameisterschaft 2020 beträgt die Teilnehmerzahl 24 Nationalmannschaften.
Qualifiziert sind:
- die drei Co-Gastgeber (Tschechien, Polen und Dänemark),
- der Sieger der Europameisterschaft 2028 sowie
- in Qualifikationsspielen ermittelte Teams.